# Cercasi avventura
Cercasi avventura (Bulldog Drummond) è un film del 1929 diretto da F. Richard Jones e da Leslie Pearce, come regista associato.
È il primo dei due film in cui Ronald Colman interpreta il ruolo del capitano Hugh "Bulldog" Drummond, protagonista di una serie di romanzi di Herman C. McNeile. L'altro è Un'ombra nella nebbia (1934) di Roy Del Ruth.
La sceneggiatura si basa su Bulldog Drummond, lavoro teatrale di McNeile andato in scena a Londra il 29 marzo 1921.

## Trama
A Londra, alla fine della prima guerra mondiale, Bulldog Drummond, un giovane ufficiale, si annoia della vita civile, ormai troppo tranquilla per lui. Così, mette un annuncio sul giornale al quale risponde Phyllis Benton, una giovane americana che gli chiede di ritrovare e salvare suo zio Hiram J. Travers, tenuto prigioniero in un manicomio dal dottor Lakington, un medico sadico, e da Peterson, il suo complice. Lo scopo del medico è quello di indurre con la tortura Travers a rinunciare alla sua fortuna, cedendola a lui. Drummond, insieme all'amico Algy, accetta di aiutare Phyllis e, dopo diverse peripezie, riesce a salvare Travers, drogato e incosciente, portandolo via dalla casa di cura, guadagnandosi in questo modo la gratitudine e l'amore della sua cliente.

## Produzione
Il film fu prodotto dalla Samuel Goldwyn Company con il nome Howard Productions.

## Distribuzione
Il copyright del film, richiesto dalla Samuel Goldwyn, fu registrato il 18 luglio 1929 con il numero LP593.
Distribuito dall'United Artists, il film venne presentato in prima a New York il 2 maggio 1929, uscendo quindi nelle sale statunitensi il 3 agosto di quell'anno.

### Data di uscita
IMDb
- USA	2 maggio 1929
- Finlandia	7 aprile 1930

Alias
- Bulldog Drummond	USA (titolo originale)
- Bulldog Drummond	Austria / Grecia
- Cercasi avventura	Italia
- El capitán Drummond	Spagna

### Parodie
Il film venne parodiato in Bullshot, un film del 1983 diretto da Dick Clement.

### Riconoscimenti
Il film ha ricevuto due candidature ai Premi Oscar, per il miglior attore protagonista e la migliore scenografia.
È stato indicato tra i migliori dieci film del 1929 dal National Board of Review of Motion Pictures.